# Pipy Wolfs
Pipy Wolfs (* 26. April 2002 in Hengelo) ist eine niederländische Handballspielerin.

## Karriere

### Im Verein
Pipy Wolfs spielte ab 2020 für VOC Amsterdam. 2022 wechselte sie zum spanischen Club CB Elche. Mit Elche stand sie 2023 im Halbfinale des EHF European Cup 2022/23 und in der darauffolgenden Saison gewann sie diesen Wettbewerb. 2024 wechselte sie nach Ungarn zu Mosonmagyaróvári KC SE.

### In Auswahlmannschaften
Mit der niederländischen Jugend-Nationalmannschaft nahm sie an der U17-Europameisterschaft 2019 teil. Mit den Juniorinnen gewann sie bei der U20-Weltmeisterschaft 2022 die Bronzemedaille. Im Oktober 2022 gab sie ihr Debüt für die A-Nationalmannschaft gegen Norwegen. Sie stand im Kader für die Europameisterschaft 2022, wo sie den 6. Platz belegte.